# Veikkausliiga 2024
La Veikkausliiga 2024 è stata la centoquindicesima edizione della massima serie del campionato finlandese di calcio, la trentacinquesima come Veikkausliiga, ed è iniziata il 6 aprile 2024. L'HJK è la squadra campione in carica. Il campionato è stato vinto per la settima volta dal KuPS, a 5 anni di distanza dall'ultimo titolo.

## Stagione

### Novità
Dalla Veikkausliiga 2023 è stato retrocesso in Ykkösliiga il KTP, mentre dalla Ykkönen 2023 è stato promosso l'EIF. A seguito del fallimento dell'Honka, ha ottenuto la licenza del massimo campionato anche il Gnistan, squadra seconda classificata nella Ykkönen e perdente lo spareggio promozione/retrocessione contro l'IFK Mariehamn nella stagione precedente.

### Formula
Nella prima fase le dodici squadre si affrontano in un girone all'italiana, con partite di andata e ritorno, per un totale di 22 giornate. Successivamente, le squadre vengono divise in due gruppi in base alla classifica: le prime sei formano un nuovo girone e competono per il titolo e la qualificazione alle competizioni europee; le ultime sei, invece, lottano per non retrocedere in Ykkösliiga e per un altro posto valido per guadagnare la qualificazione alle competizioni europee. In entrambi i gironi le squadre si affrontano in un girone all'italiana, con partite di sola andata, per un totale di 5 giornate. Nel girone per il titolo: la squadra prima classificata è campione di Finlandia e si qualifica per il primo turno di qualificazione della UEFA Champions League 2025-2026; la squadra seconda classificata si qualifica per il primo turno di qualificazione della UEFA Europa Conference League 2025-2026, assieme alla vincitrice della Suomen Cup; la squadra terza classificata accede alla finale per la qualificazione al primo turno della UEFA Europa Conference League; le squadre classificate al quarto, quinto e sesto posto, più la prima classificata nel girone per la salvezza accedono agli spareggi per l'accesso alla finale contro la terza classificata. Nel girone per la salvezza l'ultima classificata viene retrocessa direttamente in Ykkösliiga, mentre la penultima classificata affronta la seconda classificata in Ykkösliiga in uno spareggio promozione/retrocessione.

## Squadre partecipanti
| Club          | Città       | Stadio                        | Stagione precedente           |
| ------------- | ----------- | ----------------------------- | ----------------------------- |
| AC Oulu       | Oulu        | Raatin stadion                | 7º posto in Veikkausliiga     |
| EIF           | Ekenäs      | Tammisaaren Keskuskenttä      | 1º posto in Ykkönen, promosso |
| Gnistan       | Helsinki    | Mustapekka Arena, Bolt Arena  | 2º posto in Ykkönen, promosso |
| Haka          | Valkeakoski | Tehtaan kenttä                | 9º posto in Veikkausliiga     |
| HJK           | Helsinki    | Bolt Arena                    | 1º posto in Veikkausliiga     |
| IFK Mariehamn | Mariehamn   | Wiklöf Holding Arena          | 11º posto in Veikkausliiga    |
| Ilves         | Tampere     | Tammelan stadion              | 8º posto in Veikkausliiga     |
| Inter Turku   | Turku       | Veritas-stadion               | 6º posto in Veikkausliiga     |
| KuPS          | Kuopio      | Savon Sanomat Areena          | 2º posto in Veikkausliiga     |
| Lahti         | Lahti       | Lahden stadion                | 10º posto in Veikkausliiga    |
| SJK           | Seinäjoki   | OmaSP Stadion                 | 4º posto in Veikkausliiga     |
| VPS           | Vaasa       | Hietalahden jalkapallostadion | 3º posto in Veikkausliiga     |

## Prima fase

### Classifica
|  | Pos. | Squadra       | Pt | G  | V  | N  | P  | GF | GS | DR  |
|  | ---- | ------------- | -- | -- | -- | -- | -- | -- | -- | --- |
|  | 1.   | KuPS          | 44 | 22 | 13 | 5  | 4  | 39 | 22 | +17 |
|  | 2.   | HJK           | 43 | 22 | 13 | 4  | 5  | 41 | 21 | +20 |
|  | 3.   | Ilves         | 39 | 22 | 11 | 6  | 5  | 45 | 25 | +20 |
|  | 4.   | SJK           | 36 | 22 | 10 | 6  | 6  | 40 | 33 | +7  |
|  | 5.   | Haka          | 35 | 22 | 10 | 5  | 7  | 35 | 32 | +3  |
|  | 6.   | VPS           | 32 | 22 | 9  | 5  | 8  | 34 | 36 | -2  |
|  | 7.   | Inter Turku   | 31 | 22 | 9  | 4  | 9  | 38 | 29 | +9  |
|  | 8.   | Gnistan       | 30 | 22 | 8  | 6  | 8  | 32 | 34 | -2  |
|  | 9.   | AC Oulu       | 21 | 22 | 5  | 6  | 11 | 26 | 36 | -10 |
|  | 10.  | IFK Mariehamn | 20 | 22 | 5  | 5  | 12 | 20 | 38 | -18 |
|  | 11.  | Lahti         | 19 | 22 | 3  | 10 | 9  | 26 | 38 | -12 |
|  | 12.  | EIF           | 13 | 22 | 3  | 4  | 15 | 19 | 51 | -32 |

Legenda:
      Ammessa al Girone per il titolo.
      Ammessa al Girone per la salvezza.
Note:
Tre punti a vittoria, uno a pareggio, zero a sconfitta.

### Risultati
|               | ACO  | EIF  | GNI  | HAK  | HJK  | IFK  | ILV  | INT  | KUP  | LAH  | SJK  | VPS  |
| ------------- | ---- | ---- | ---- | ---- | ---- | ---- | ---- | ---- | ---- | ---- | ---- | ---- |
| AC Oulu       | –––– | 2-0  | 1-1  | 0-1  | 1-0  | 1-1  | 0-1  | 1-0  | 1-0  | 2-2  | 1-2  | 1-2  |
| Ekenäs IF     | 1-1  | –––– | 1-0  | 1-2  | 0-3  | 1-2  | 0-2  | 0-7  | 1-2  | 1-1  | 1-1  | 1-2  |
| IF Gnistan    | 2-0  | 1-2  | –––– | 0-3  | 0-4  | 2-1  | 1-1  | 2-1  | 0-0  | 2-1  | 0-1  | 3-0  |
| Haka          | 4-3  | 2-1  | 1-2  | –––– | 1-1  | 2-0  | 4-3  | 0-0  | 2-2  | 1-1  | 2-0  | 1-2  |
| HJK           | 3-0  | 0-0  | 1-0  | 2-0  | –––– | 2-1  | 1-1  | 1-0  | 3-1  | 4-0  | 4-1  | 1-2  |
| IFK Mariehamn | 2-1  | 3-2  | 1-1  | 0-3  | 1-2  | –––– | 0-1  | 3-1  | 2-2  | 0-0  | 0-4  | 0-0  |
| Ilves         | 3-2  | 5-0  | 4-6  | 5-0  | 3-0  | 2-0  | –––– | 3-0  | 1-2  | 0-0  | 2-2  | 3-2  |
| Inter Turku   | 3-3  | 2-1  | 2-2  | 3-1  | 0-1  | 3-0  | 0-2  | –––– | 1-1  | 3-0  | 3-0  | 3-1  |
| KuPS          | 4-1  | 4-1  | 3-1  | 0-1  | 3-1  | 3-0  | 1-0  | 1-2  | –––– | 1-0  | 2-1  | 2-1  |
| Lahti         | 1-2  | 4-0  | 3-3  | 1-1  | 2-1  | 3-0  | 2-2  | 0-2  | 0-1  | –––– | 0-4  | 0-0  |
| SJK           | 2-1  | 3-1  | 0-1  | 2-1  | 3-3  | 0-2  | 1-0  | 3-1  | 1-1  | 5-5  | –––– | 3-1  |
| VPS           | 1-1  | 2-3  | 3-2  | 3-2  | 1-3  | 2-1  | 1-1  | 3-1  | 1-3  | 3-0  | 1-1  | –––– |

## Girone per il titolo
Le squadre mantengono i punti conquistati nella stagione regolare.

### Classifica
|  | Pos. | Squadra | Pt | G  | V  | N | P  | GF | GS | DR  |
|  | ---- | ------- | -- | -- | -- | - | -- | -- | -- | --- |
|  | 1.   | KuPS    | 56 | 27 | 17 | 5 | 5  | 46 | 24 | +22 |
|  | 2.   | Ilves   | 54 | 27 | 16 | 6 | 5  | 56 | 27 | +29 |
|  | 3.   | HJK     | 45 | 27 | 13 | 6 | 8  | 44 | 27 | +17 |
|  | 4.   | SJK     | 40 | 27 | 11 | 7 | 9  | 46 | 44 | +2  |
|  | 5.   | VPS     | 39 | 27 | 11 | 6 | 10 | 43 | 45 | -2  |
|  | 6.   | Haka    | 38 | 27 | 11 | 5 | 11 | 40 | 43 | -3  |

Legenda:
      Campione di Finlandia e ammessa ai preliminari della UEFA Champions League 2025-2026.
      Ammessa ai preliminari della UEFA Conference League 2025-2026.
 Ammessa ai play-off per la UEFA Conference League 2025-2026.
Regolamento:
Tre punti per la vittoria, uno per il pareggio, zero per la sconfitta.

## Girone per la salvezza
Le squadre mantengono i punti conquistati nella stagione regolare.

### Classifica
|  | Pos. | Squadra       | Pt | G  | V  | N  | P  | GF | GS | DR  |
|  | ---- | ------------- | -- | -- | -- | -- | -- | -- | -- | --- |
|  | 7.   | Inter Turku   | 41 | 27 | 12 | 5  | 10 | 46 | 34 | +12 |
|  | 8.   | Gnistan       | 37 | 27 | 10 | 7  | 10 | 41 | 43 | -2  |
|  | 9.   | AC Oulu       | 28 | 27 | 7  | 7  | 13 | 32 | 40 | -8  |
|  | 10.  | IFK Mariehamn | 26 | 27 | 7  | 5  | 15 | 27 | 44 | -17 |
|  | 11.  | Lahti         | 24 | 27 | 4  | 12 | 11 | 31 | 47 | -16 |
|  | 12.  | EIF           | 19 | 27 | 4  | 7  | 16 | 24 | 58 | -33 |

Legenda:
 Ammessa ai playoff per la UEFA Conference League 2025-2026.
 Ammessa allo spareggio promozione/retrocessione.
      Retrocessa in Ykkösliiga 2025
Note:
Tre punti a vittoria, uno a pareggio, zero a sconfitta.

## Spareggi

### Play-off Conference League
Quarti di finale
|      | Risultati |             | Luogo e data                 |
| ---- | --------- | ----------- | ---------------------------- |
| VPS  | 0 - 1     | Gnistan     | Vaasa, 23 ottobre 2024       |
|      |           |             |                              |
| Haka | 2 - 1     | Inter Turku | Valkeakoski, 23 ottobre 2024 |
|      |           |             |                              |

Semifinale
| Haka | 3 - 3 (4-3 dtr) | Gnistan | Valkeakoski, 26 ottobre 2024 |  |  |  |  |

Finale
|      | Risultati |      | Luogo e data                 |
| ---- | --------- | ---- | ---------------------------- |
| Haka | 1 - 2     | SJK  | Valkeakoski, 30 ottobre 2024 |
| SJK  | 2 - 2     | Haka | Seinäjoki, 2 novembre 2024   |
|      |           |      |                              |

### Spareggio promozione/retrocessione
Allo spareggio partecipano l'undicesima classificata in Veikkausliiga e la seconda classificata in Ykkösliiga.
|       | Risultati |       | Luogo e data               |
| ----- | --------- | ----- | -------------------------- |
| Jaro  | 2 - 0     | Lahti | Jakobstad, 23 ottobre 2024 |
| Lahti | 1 - 0     | Jaro  | Lahti, 27 ottobre 2024     |
|       |           |       |                            |

## Statistiche
| Gol |  |  | Giocatore            | Squadra       |
| --- |  |  | -------------------- | ------------- |
| 12  |  |  | Ashley Coffey        | AC Oulu       |
| 12  |  |  | Jaime Moreno         | SJK           |
| 11  |  |  | Adam Larsson         | IFK Mariehamn |
| 11  |  |  | Roope Riski          | Ilves         |
| 10  |  |  | Mads Borchers        | VPS           |
| 10  |  |  | Santeri Haarala      | Ilves         |
| 10  |  |  | Joakim Latonen       | Gnistan       |
| 9   |  |  | Evangelos Patoulidis | Haka          |
| 9   |  |  | Darren Smith         | Inter Turku   |
| 8   |  |  | Anthony Olusanya     | Haka          |
| 8   |  |  | Maissa Fall          | Haka          |
| 7   |  |  | Petteri Pennanen     | KuPS          |
| 7   |  |  | Rasmus Karjalainen   | SJK           |
| 7   |  |  | Kasper Paananen      | SJK           |
| 7   |  |  | Jean Botué           | Inter Turku   |
| 7   |  |  | Salomo Ojala         | EIF           |
| 7   |  |  | Teemu Hytönen        | VPS           |